# Sonnet 104

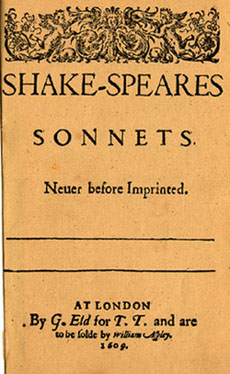
Sonnetten van Shakespeare, 1609

Sonnet 104 is een van de 154 sonnetten geschreven door de Engelse toneelschrijver en dichter William Shakespeare. Het maakt deel uit van een reeks sonnetten die bekendstaan als de Fair Youth-sonnetten. Hierin drukt de dichter zijn liefde uit voor een jonge man. In totaal schreef Shakespeare 154 sonnetten, die voor het eerst werden gepubliceerd in 1609. In dit sonnet bezint de dichter zich over de tijd als rover van schoonheid en jeugd.

## Shakespeares tekst
| Sonnet 104 To me, fair friend, you never can be old; For as you were when first your eye I ey'd, Such seems your beauty still. Three winters cold Have from the forests shook three summers' pride; Three beauteous springs to yellow autumn turned In process of the seasons have I seen, Three April perfumes in three hot Junes burned Since first I saw you fresh, which yet are green. Ah yet doth beauty, like a dial-hand, Steal from his figure and no pace perceived; So your sweet hue, which methinks still doth stand, Hath motion, and mine eye may be deceived. For fear of which, hear this, thou age unbred: Ere you were born was beauty's summer dead. |

## Vertaling
Mijn schone vriend, voor mij ben jij nooit oud
Want zoals ik je voor d' eerste keer zag
Zo is nu ook je schoonheid onberoerd. Drie koude winters
Hebben het bos driemaal van zomerpracht beroofd,
Drie mooie lentes werden gele herfsten
In de loop van die seizoenen zag ik
Hoe drie zomers de geuren uit drie lentes brandden
Toch lijk je vol van leven, net zoals de eerste keer
Ach! De trage wijzer van de tijd steelt
Ongemerkt maar zeker je nog jeugdige kleur
Haar beweging ontgaat mijn oog 
Dit vrezende, hoor dit aan, jullie ongeboren generaties:
Voor jullie er kwamen, was schoonheid al dood

## Analyse
Shakespeares sonnetten zijn voornamelijk geschreven in een metrum genaamd jambische pentameter, een rijmschema waarin elke versregel bestaat uit tien lettergrepen. De lettergrepen zijn verdeeld in vijf paren, jamben genoemd, waarbij elk paar begint met een onbeklemtoonde lettergreep.
De jongeling lijkt in de drie jaar dat de dichter hem gekend heeft niet ouder te zijn geworden. Toch komt leeftijd onmerkbaar. Het verouderingsproces gaat zo langzaam dat het aan ons oog ontsnapt. Het verlopen van de tijd wordt gesymboliseerd door de "dial-hand", de klokwijzer, die zich haast onmerkbaar voortbeweegt. Veel klokken uit de tijd van Elizabeth I hadden immers maar één wijzer die de uren aanwees, waardoor de beweging nog moeilijker waar te nemen viel. De dichter vergelijkt de tijd met een dief die stiekem schoonheid wegneemt. Zoals het prachtige zomerbos langzaam van zijn kleuren wordt beroofd, of de lente van zijn geuren, zo verliest de jongeling die de dichter aanbidt ook zijn jeugd en schoonheid. De dichter richt zich in het laatste couplet wat pathetisch tot de ongeboren generaties ("thou age unbred"), en zegt dat schoonheid al dood zal zijn wanneer zij geboren worden.